# Vici Properties
Vici Properties è un fondo di investimento immobiliare (REIT) specializzato in proprietà di casinò, con sede a New York City. È stata costituita nel 2017 come spin-off di Caesars Entertainment Corporation come parte della sua riorganizzazione fallimentare. Possiede 53 casinò, hotel, ippodromi e 4 campi da golf negli Stati Uniti e in Canada.

## Storia
La società è nata il 15 gennaio 2015 quando la filiale dell'operatore di casinò Caesars Entertainment Corporation, Caesars Entertainment Operating Company, Inc., è stata costretta a dichiarare fallimento a causa di debiti superiori a 10 miliardi di dollari. Tuttavia, gli investitori hanno costretto la società madre ad assumersi la colpa per riscuotere i debiti che avevano. Caesars ha proposto che la società diventi due società, una REIT che possiede i casinò e una società che li gestisce, al fine di fornire i massimi dividendi agli investitori e ai creditori attraverso norme fiscali favorevoli ai REIT.
Diversi membri del Congresso degli Stati Uniti hanno criticato questa proposta e hanno sostenuto che si trattava di un abuso delle leggi che governano i REIT, hanno anche chiesto che il Segretario del Tesoro degli Stati Uniti, Jacob Lew, e l'Internal Revenue Service (IRS) degli Stati Uniti agissero, ma senza alcun risultato.
Vici Properties è stata ufficialmente costituita il 6 ottobre 2017, momento in cui possedeva 19 casinò, quattro campi da golf e un'arena equestre, tutti affittati a Caesars per un affitto annuo di 630 milioni di dollari. A dicembre, Vici ha acquisito il casinò Harrah's di Las Vegas da Caesars per 1,14 miliardi di dollari, ma lo ha immediatamente affittato per 87,4 milioni di dollari all'anno. Nel gennaio 2018, il concorrente MGM Growth Properties ha presentato loro un'offerta del valore di 5,85 miliardi di dollari, offerta rifiutata da Vici.